# Scorpiops asthenurus
Espèce
Synonymes
- Euscorpiops asthenurus (Pocock, 1900)

Scorpiops asthenurus est une espèce de scorpions de la famille des Scorpiopidae.

## Distribution
Cette espèce se rencontre en Inde au Bengale-Occidental, au Sikkim, en Assam et en Arunachal Pradesh et au Bhoutan,.

## Description
Le mâle holotype mesure 35 mm. Scorpiops asthenurus mesure de 35,9 à 45 mm.

## Systématique et taxinomie
Cette espèce a été décrite sous le protonyme Scorpiops asthenurus par Pocock en 1900. Elle est placée dans le genre Euscorpiops par Kovařík en 1998. Elle est replacée dans le genre Scorpiops par Kovařík, Lowe, Stockmann et Šťáhlavský en 2020.

## Publication originale
- Pocock, 1900 : « Arachnida. » The fauna of British India, including Ceylon and Burma, London, Taylor and Francis, p. 1-279 (texte intégral).